# Голуб-довгохвіст чубатий
Голуб-довгохвіст чубатий (Reinwardtoena crassirostris) — вид голубоподібних птахів родини голубових (Columbidae). Ендемік Соломонових островів.

## Опис
Довжина птаха становить 40—41 см, враховуючи довгий, східчастий хвіст. Верхня частина тіла і стернові пера чорні. Шия і груди сизі. Горло біле, голова блідо-пурпурово-сіра. На тімені є великий, помітний чуб. Райдужки жовті, навколо очей кільця голої червоної шкіри. Дзьоб міцний, вигнутий, оранжево-червоний, лапи червоні.

## Поширення і екологія
Чубаті голуби-довгохвости мешкають на Соломонових островах, зокрема на острові Бугенвіль. Вони живуть у вологих рівнинних і гірських тропічних лісах. Зустрічаються поодинці або парами, на висоті до 1500 м над рівнем моря, переважно на висоті до 1000 м над рівнем моря. Живляться плодами.

## Збереження
МСОП класифікує стан збереження цього виду як близький до загрозливого. Чубатим голубам-довгохвостам загрожує знищення природного середовища і полювання.